# 大場美智恵
大場 美智恵（おおば みちえ、1972年12月5日 - ）は、北海道帯広市出身の日本の女子プロゴルファーである。

## 来歴
プロゴルファーを目指すために高校を中退、栃木県のプレステージCCで修行を積む。1994年のプロテストで合格。
1998年に東洋水産レディス北海道で初優勝。2001年にはツアーで2勝挙げ、賞金ランク9位に入る。2004年は6位に入る。
2005年、2006年は賞金ランク20位台を保った。
2007年は52位と前年より大きく下回り、9年連続で保持していたシード権を失う。不整脈で4月下旬から1ヶ月休場。9月8日に日本女子プロ選手権コニカミノルタ杯で悲劇に遭い（人物・エピソード参照）、その後も不振が続いていた。
2008年も賞金ランク52位に留まるが、上位に永久シード保持者等がいた関係でシード権を確保する。2009年はやや盛り返して28位。しかし、2010年は、11ツアーで予選落ちし低迷。ツアー欠場も少なくなく、賞金ランク84位でシード権を失う。
2011年以降国内ツアー出場がなく、事実上、2010年でツアープロ引退となっている。
2015年8月、地元・帯広市にゴルフスクールを開校した。
2017年よりLPGAレジェンズツアーに断続的に参戦している。

## 人物・エピソード
- 趣味はドライブ、釣り。
- 2003年12月に男子プロゴルファーの足立智明と結婚。
- 2007年9月8日、日本女子プロ選手権コニカミノルタ杯第3日で首位と3打差3位につけ、メジャー初制覇に近づいた。しかし、スコアカードの記載不備が発覚したため、失格となる。笑顔でインタビューを受けてから一転、ショックのあまりに涙を流した。9ホール終了後にマーカー（スコア記録者）が首痛のために交代したが、代わったマーカーの署名が漏れていたため、悲劇が起こった。[3]

## 優勝記録
- 1998年
  - 東洋水産レディス北海道
- 2000年
  - 富士通レディース
- 2001年
  - 那須小川レディスプロゴルフトーナメント
  - 中京テレビ・ブリヂストンレディスオープン